# Shadowrun Returns
Shadowrun Returns — тактическая ролевая игра, разработанная и изданная независимой компанией Harebrained Schemes под руководством геймдизайнера Джордана Вайсмана. Действие игры происходит в вымышленной вселенной настольной ролевой игры Shadowrun, также разработанной Вайсманом. Игра была выпущена для Microsoft Windows, Mac OS X и Linux, а также для планшетов под управлением iOS и Android в 2013 году. Разработка игры была профинансирована методом краудфандинга через сайт Kickstarter.
Вселенная Shadowrun сочетает в себе элементы киберпанка и фэнтези. Действие основной кампании игры, носящей название «Последний звонок» (англ. Dead Man’s Switch), происходит в Сиэтле в 2054 году. Безымянный протагонист игры, наёмник-раннер, расследует смерть своего старого друга Сэма Уоттса (англ. Sam Watts), убитого неуловимым серийным убийцей.
Джордан Вайсман намеревался создать новую компьютерную игру по вселенной Shadowrun ещё с 2007 года, когда его компания Smith & Tinker выкупила права на разработку компьютерных игр в этой вселенной у Microsoft.
Кампания по сбору средств на разработку игры на сайте Kickstarter была открыта в марте 2012 года и достигла планируемой цели в 400 тысяч долларов США уже через 28 часов после старта. К моменту завершения кампании 29 апреля 2012 года проект собрал 1 895 772 долларов США. Успех кампании по сбору средств заставил журнал Complex поместить её на восьмое место в своем списке наиболее значительных успехов и провалов на Kickstarter в 2012 году.
Музыкальное сопровождение для игры написали композиторы Маршалл Паркер (англ. Marshall Parker) и Сэм Пауэлл (англ. Sam Powell), ранее участвовавшие в разработке игр по вселенной Shadowrun для SNES и Sega Genesis.

## Сюжет
Основная кампания называется «Последний звонок», в ней игрок может создать себе произвольного персонажа. Дополнительные сценарии доступны в Steam Workshop и на сторонних сайтах.
Игрок берёт на себя роль раннера, оказавшегося без работы и денег. Однажды он получает предварительно записанное видеосообщение от бывшего сообщника, Сэма Уоттса. Тот ему сообщает, что его убили, но у него на счёту остались 100 000 нюен, которые игрок получит, если найдёт убийцу Сэма и осуществит правосудие.
После прибытия в Сиэтл раннер выясняет, что Сэм был последней жертвой Потрошителя Изумрудного города, серийного убийцы, который скальпелем вырезает определённые органы из жертв. Далее игрок встречает Джейка Армитиджа, главного героя игры «Shadowrun» 1993 года, который даёт ему дальнейшие указания. В ходе расследования игрок находит и убивает Потрошителя, однако выясняет, что тот был лишь исполнителем. Дальнейшее расследование затрагивает деятельность Вселенского Братства (англ. Universal Brotherhood), религиозного движения, втайне подготавливающего почву для вторжения из другого мира; герою и его товарищам приходится с оружием в руках противостоять этому вторжению.

## Игровой процесс
Игрок управляет командой персонажей. Путешествуя по игровому миру и двигаясь по сюжету персонажи участвуют в  диалогах с НИП (англ. NPC), выполняют различные задания и вступают в боевые столкновения.
Персонаж
В процессе создания персонажа игрок может выбрать пол и внешность своего персонажа. Для более подробной «настройки» персонажа предлагается выбрать одну из пяти рас и один из шести игровых классов. По ходу развития сюжета персонажу игрока начисляется «карма», которую он может потратить на улучшение имеющихся и изучение новых навыков и возможностей.
Игровой мир
Хотя игровой процесс линейный и подразумевает следование сюжетной линии, имеется вариативность решения задач. К примеру, выбор фраз и результат диалога с НИП (англ. NPC) может зависеть от навыков и характеристик персонажа игрока. Игрок так же может взаимодействовать с окружающей средой в определённых пределах: находить скрытые локации и тайники, подключаться к «матрице» и получать информацию и преимущества, сражаться в виртуальном пространстве с другими декерами, находить и использовать магические «силовые линии» и точки призыва духов. В целом исследование и взаимодействие с миром зависит от способностей персонажей и стиля игры.
Боевая система
Боевые столкновения играются в пошаговом режиме, команда игрока и противники действуют поочерёдно. Количество действий, которое может совершить персонаж за ход зависит от очков действий (англ. Action points, АP), которые используются для перемещения, стрельбы из оружия, перезарядки или использования заклинаний или предметов. Каждый персонаж способен экипировать до трех видов оружия и может переключаться между ними без затрат очков действий. Оружие разделено на стрелковое (пистолеты, автоматы, дробовики, винтовки и т.д.) и ближнего боя (мечи, ножи, кулаки и т.д.).

## Отзывы
| Сводный рейтинг       | Сводный рейтинг           |
| Агрегатор             | Оценка                    |
| --------------------- | ------------------------- |
| GameRankings          | 76,75 %                   |
| Metacritic            | 76/100                    |
| Иноязычные издания    |                           |
| Издание               | Оценка                    |
| Edge                  | 7/10                      |
| EGM                   | 7/10                      |
| Eurogamer             | 8/10                      |
| Game Informer         | 8,5/10                    |
| GameSpot              | 7,0/10                    |
| GamesRadar+           | [ 16 ]                    |
| IGN                   | 7,3/10                    |
| PC Gamer (US)         | 74/100                    |
| Русскоязычные издания |                           |
| Издание               | Оценка                    |
| 3DNews                | 7/10                      |
| Riot Pixels           | 80/100                    |
| «Игромания»           | 6/10 (сайт) 7/10 (журнал) |
| «Канобу»              | 7,5/10                    |

Игра заняла третье место в номинации «Ролевая игра года» (2013) журнала «Игромания».

## Дополнения
Shadowrun: Dragonfall -  было  выпущено в феврале 2014 года в качестве дополнительного загружаемого контента для Shadowrun Returns. Расширенная самостоятельная версия была выпущена в сентябре 2014 как отдельная игра под названием Shadowrun: Dragonfall - Director's Cut.